# La tristezza ha il sonno leggero
La tristezza ha il sonno leggero è un film del 2021 diretto da Marco Mario de Notaris, liberamente ispirato al romanzo omonimo di Lorenzo Marone edito da Longanesi.

## Trama
Erri Gargiulo, napoletano, ipocondriaco, sulla soglia dei quarant'anni e ancora alla ricerca di sé stesso, viene cacciato dalla moglie che gli confessa di avere un'altra relazione. Si ritrova, così, a ricominciare da zero in una nuova casa che condivide con giovanissimi coinquilini punk. È il 9 novembre 1989 e Erri ha preso un appuntamento con una squillo, ma il caso vuole che quella stessa sera voglia riunirsi a casa sua anche tutta la sua bizzarra famiglia: la dispotica madre Renata, il suo secondo marito Mario, i figli Giovanni e Valerio, il padre Raffaele e Flor, la sorella hippie di Erri nonché figlia in seconde nozze di Raffaele. Fra liti, equivoci, incomprensioni, sarà poi l'arrivo di Arianna, figlia del secondo marito di Renata, a rompere completamente il muro di certezze di Erri, proprio come quello di Berlino di cui il notiziario in sottofondo annuncia la caduta.

## Distribuzione
Il film è stato distribuito il 26 febbraio 2021 in anteprima su RaiPlay.

## Riconoscimenti
- 2021 – Nastro d'argento
  - Candidatura per Miglior attrice di commedia (Eugenia Costantini)
  - Candidatura per Migliore Fotografia (Francesca Amitrano)

- 2021 – Ciak d'oro
  - Miglior attrice (Serena Rossi)
  - Candidatura per miglior regista esordiente (Marco Mario De Notaris)